# 高橋華王
高橋 華王（たかはし かおう、1928年（昭和3年）7月3日 - 2003年（平成15年）8月14日）は古武術研究家・武道家（宮本武蔵円明流判官派第14代宗家）、教育者、セルフディフェンスビクス発案者。東京理科大学経営学部教授。

## 経歴
福島県伊達市出身。福島師範学校（現：福島大学）、東京教育大学、日本体育大学を卒業。東京教育大学、東京外国語大学、明治大学、日本女子体育大学講師を経て、東京理科大学経営学部教授。教授を務める傍ら、東京大学医学部解剖学教室にて人体解剖生理学を研究。
宮本武蔵円明流判官派第14代宗家（関西･武蔵円明流、東京･武蔵円明流判官派などとは異なる）。東洋医学に精通し、鍼灸の資格も持っていた。日本健康長寿学会、武医道会、日中少林武術会、国際武道学会の会長も務めた。
東京理科大学ソフトボール部創設時に顧問を務め、後に職責を丸山克俊に譲り名誉顧問となった。また、同大経営学部教授・白石安男は学生の頃より武道と学術研究の両方で高橋の指導を受けた。
2003年8月14日、肝不全のため死去。

## 著書
- 『銃剣道術科教本 棒体操（術）から銃剣道へ』（国際武道学会学術刊行会）
- 『保健衛生とフィットネス Health & Fittness』（篠原出版）
- 『合気柔術入門』（北欧社）
- 『武道の科学 時代を超えた「強さ」の秘密』（講談社ブルーバックス）
- 『まだ手遅れじゃない 粗食にしなさい！ - 先祖に学ぶ食の知恵』（東邦出版）
- 『形で治せる動物健康法』（砂書房）
- 『武道健康術 - 「体印」を結び、成人病に打ち勝つ』（光文社）
- 『1日3回5秒で効く！指を組む手印健康法―簡単にできる症状別のやり方を完全図解　血圧を下げ、肩こり、頭痛、ボケ防止に!』（ブックマン社）
- 『武道の謎を科学する』（砂書房）
- 『ソビエト学校の道徳教育』
- 『スポーツ・マッサージ』
- 『スポーツマンの健康とは何か - 社会体育の医学的方法を問う』
- 『スポーツ・マッサージ - その指導と実践』
- 『指組みパワー健康法 - 1回5秒で驚く効果!!』（広済堂ブックス）
- 『居合抜刀道―大学体育居合抜刀道』
- 『宮本武蔵50の真説』（東邦出版）
- 『歴史群像 No.27』（学習研究社）